# Chicago Tribune
Chicago Tribune és un dels principals diaris de la ciutat de Chicago, Illinois i el número vuit en vendes a Amèrica del Nord. Conegut anteriorment com a World's Greatest Newspaper. L'actual president del diari és Sam Zell.
Fou creat per James Kelly. El primer número es publicà el 10 de juny de 1847. El seu principal rival en la ciutat era el Chicago Daily News que va aparèixer en 1875. El 1910 Chicago Tribune era el tercer diari més venut. Tribune és conscient de l'error que va cometre en les eleccions presidencials posant a la portada el candidat erroni, en comptes del democrata Harry S. Truman, el vertader guanyador. L'endemà es va publicar arreglat, i es va convertir en una peça de col·lecció.